# Општина Кристиан (Сибињ)
Кристиан (рум. Cristian) општина је у Румунији у округу Сибињ.
Oпштина се налази на надморској висини од 438 m.